# Цуцвиль (Берн)
Цуцвиль (нем. Zuzwil BE) — коммуна в Швейцарии, в кантоне Берн. 
Входит в состав округа Фраубруннен. Население составляет 508 человек (на 31 декабря 2006 года). Официальный код — 0557.